# 馬渓橋

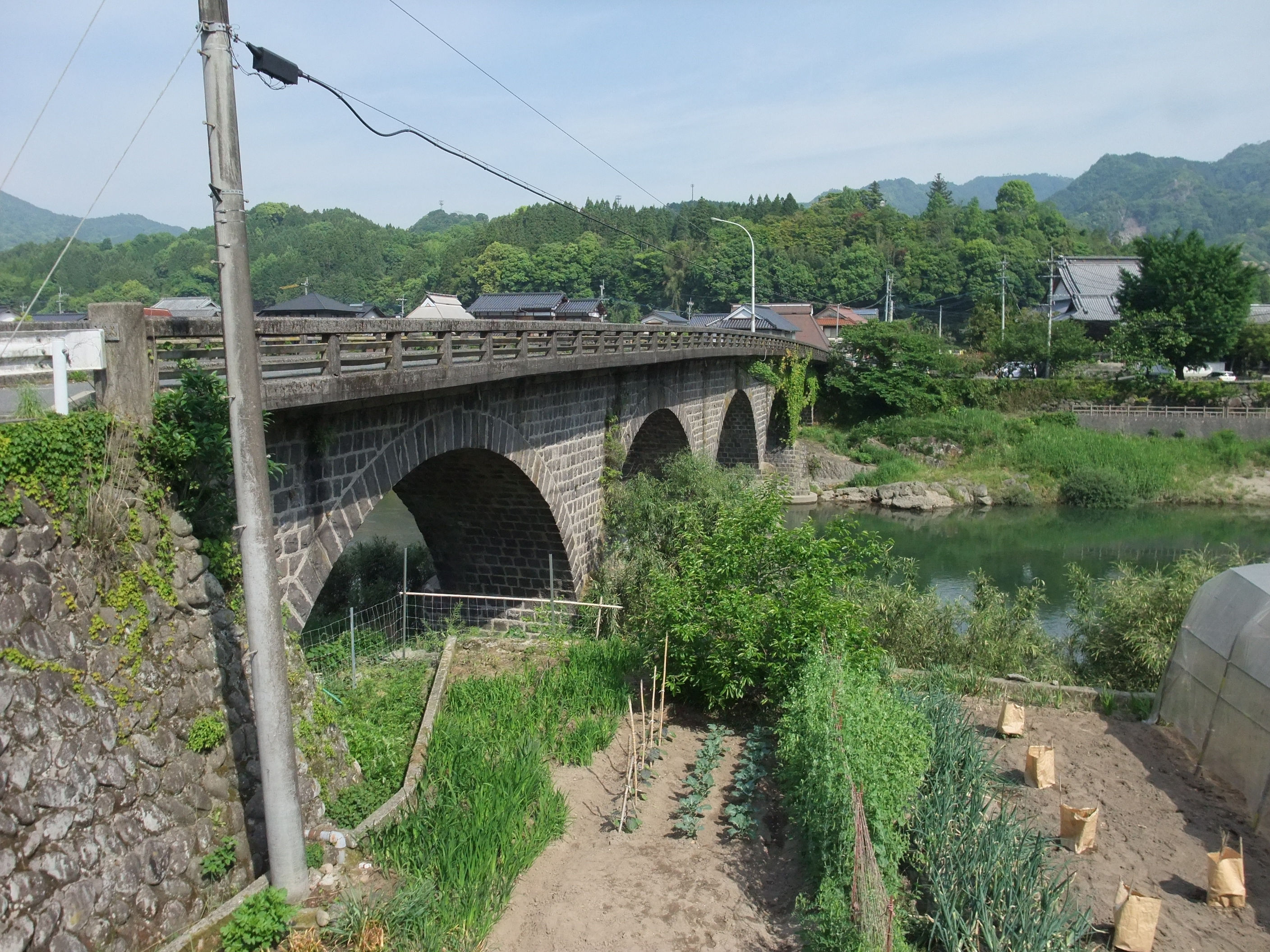
馬渓橋

馬渓橋（ばけいばし）は、大分県中津市耶馬渓町の山国川水系山国川に架かる石造アーチ橋である。

## 概要
5連石造アーチ橋で、中津市の有形文化財に指定されている。下流の羅漢寺橋、耶馬渓橋とともに、耶馬渓三橋と呼ばれる。
1914年（大正3年）11月に竣工した下城井橋が1922年（大正11年）4月に流失したため、その代替として名前を変えて約70m上流に架けられたもので、1923年（大正12年）1月に着工し、同年10月に竣工した。
2012年（平成24年）7月の平成24年梅雨前線豪雨及び平成24年7月九州北部豪雨により損壊し、通行止めとなった。同じく被害を受けて通行止めとなった耶馬渓橋が2013年（平成25年）6月23日に復旧し開通したのに対して、馬渓橋は、橋に流木が集積してダム化したことが川の氾濫の原因になったとして、住民から架け替えの要望が出されており通行止めのままとなっていた。しかし、暫定的な措置として2014年6月に通行が再開されている。

## 橋の諸元
- 所在地：大分県中津市耶馬渓町大字平田・町丈[6]
- 河川：山国川水系山国川
- 形式：5連石造アーチ橋
- 橋長：82.6m
- 支間：13.9m
- 拱矢（アーチの高さ）：4.8m
- 竣工：1923年（大正12年）10月
- 設計者：不明
- 管理者：不明
- 文化財等：中津市指定有形文化財